# Oltenija
Oltenija (romunsko Oltenia,  [olˈteni.a]), v starih virih tudi Mala Vlaška (latinsko Wallachia Minor, Wallachia Alutana, Wallachia Caesarea) je zgodovinska regija v zahodni Romuniji med Donavo, južnimi Karpati in reko Olt.

## Zgodovina

### Stari vek
Prvotni prebivalci Oltenije so bili Dačani. Po koncu Trajanovih dačanskih vojn je bila leta 106 priključena k Rimskemu cesarstvu. Med vladavino cesarja Hadrijana je leta 129 kot Dacia Inferior (Spodnja Dakija) skupaj z Dacio Superior (Gornja Dakija, sedanja Transilvanija)  postala del rimske Dakije. Z upravnimi reformami Marka Avrelija (tres Daciae, tri Dakije) se je Oltenija preimenovala v Dacio Malvensis  (Malvska Dakija) z največjim mestom in upravnim središčem Romula ali Malva. Med rimsko okupacijo so regijo kolonizirali z veterani rimskih legij. Po umiku rimske uprave na jug preko Donave konec 3. stoletja, so v Olteniji kot rimski federati zavladali Goti. V poznem 4. stoletju je prišla pod oblast Tajfalov, ki so vladali do invazije Hunov.

### Srednji vek
Po letu 681 je bila Oltenija z nekaj prekinitvami del Prvega bolgarskega cesarstva
Leta 1233 je Ogrsko kraljestvo v zahodnem delu regije  ustanovilo Severinsko banovino, ki je obstajala do bitke pri Mohaču leta 1526. 
Leta 1247 je bila v Olteniji ustanovljena država, v kateri je vladal  vojvoda ali knez Litovoi, v 14. stoletju pa se je začel vzpon srednjeveške kneževine Vlaške, katero je v Olteniji zastopal »veliki craiovski ban«. Sedež banov  je bil sprva v Strehai, potem pa se je preselil v Craiovo . Položaj oltenskega bana  se je kasneje štel za najvišjega v vlaški hierarhiji. Od poznega 15. stoletja do približno leta 1550 so položaj zasedali predvsem člani družine  Craiovești.  Položaj bana je obstajal do leta 1831. 
V 15. stoletju je Vlaška priznala suverenost Osmanskega cesarstva in plačevala letni tribut. V zameno je kot vazal obdržala svojo avtonomijo.  Mnogo banov iz družine Craiovești je sodelovalo s turškimi oblastmi, nakateri, med njimi Mihael Hrabri,  pa so se borili proti njim in za krajša obdobja izborilo neodvisnost. 

### 18. in 19. stoletje
Leta  1716  je Osmansko cesarstvo sklenilo, da vlaških vojvod/knezov ne bo več izbiralo med vlaškimi bojarji, ampak bo na njihov položaj imenovalo tuje guvernerje. Guvernerji so bili praviloma Grki iz istanbulske četrti Fanar. Obdobje njihove vladavine se zato imenuje fanariotsko obdobje. 
Dve leti kasneje je bila Oltenija skladno s Požarevsko mirovno pogodbo odcepljena od Vlaške in priključena k Habsburški monarhiji, de facto pa je bila pod avstrijsko okupacijo že od leta 1716. Leta 1737 je bila med vladavino Konstantina Mavrokordata  vrnjena Vlaški. Med avstrijsko okupacijo je bila Oltenija edini del podonavskih kneževin, izjema je Bukovina, ki je doživela razsvetljeni absolutizem in avstrijsko upravo.  Oba sta med konzervativnimi bojaji kmalu naletala na precejšnje nasprotovanje. Avstrijce so na začetku sprejeli kot osvoboditelje, zaradi uvedbe togih upravnih, davčnih, sodnih in političnih reform, ki so pomenile  centralizacijo oblasti, ukinitev privilegijev bojarjev in uvedbo davkov za kmete, pa so nanje kmalu začeli gledati kot na okupatorje.
Leta 1761 se je rezidenca banov preselila v Bukarešto, kar je hkrati pomenilo korak k centralizaciji države. Bojarje iz Craiove je predstavljal kajmakam. Tako je ostalo do smrti zadjega bana Barbuja Văcărescuja leta 1832.
Leta 1821 sta bili Oltenija in okrožje Gorž  središče vstaje Tudorja Vladimirescuja. Vladimirescu je na začetku zbral svoje pandurje in se zanašal na mrežo utrjenih samostanov, med njimi  Tismana in Strehaia. Vstaja je  zaradi njegovega paktiranja z Osmanskim cesarstvom propadla in se končala s Tudorjevo usmrtitvijo.

## Simbol
Tradicionalni heraldični simbol Oltenije in Severinske banovine je zlat lev na rdečem ščitu. V sodobnem  romunskem grbu je oltenski grb na spodnjem levemu  ščitu.  Na njem je upodobljen zlat  lev z mečem, ki stoji na zlatem Trajanovem mostu v Drobeti-Turnu Severinu. 

## Geografija
Oltenija obsega celi okrožji
- Gorž
- Dolž

in  dele okrožij
- Mehedinți (večinoma v Olteniji, zahodni del v Banatu)
- Vâlcea (večinoma v Olteniji, vzhodni del v Munteniji)
- Olt (zahodni del, bivše okrožje Romanați)
- Teleorman (samo vas Islaz)

Glavno mesto Oltenije je Craiova, ki je bila njeno središče tudi dolgo obdobje srednjega veka. Prvo srednjeveško središe Oltenije in Severinske banovine je bil Turnu Severin, antična Drobeta, pri nekdanjem rimskem mostu čez Donavo, ki ga je za cesarja Trajana zgradil Apolodor iz Damaska.